# Blepharis lawsonii
Blepharis lawsonii är en akantusväxtart som beskrevs av G.S. Giri och R.N. Banerjee. Blepharis lawsonii ingår i släktet Blepharis och familjen akantusväxter. Inga underarter finns listade i Catalogue of Life.